# Lars-Ove Hagberg
Harry Lars-Ove Hagberg, född 13 maj 1941 i Borlänge, död där 23 november 2007, var en svensk vänsterpartistisk politiker. Hagberg  var riksdagsledamot för Kopparbergs läns valkrets mellan 1971 och 1994. Senare var han landstingsråd i Dalarna. Till yrket var han järnbruksarbetare och anställd på SSAB, där han även var fackligt aktiv. Lars-Ove Hagberg är begravd på Stora Tuna kyrkogård.